# Chiesa della Visitazione (Manciano)
La chiesa della Visitazione è un edificio sacro situato a Poggio Capanne, nel comune di Manciano.

## Storia e descrizione
È un rustico edificio molto rimaneggiato che nel portale d'ingresso reca incisa la data 1570.
Nell'interno si segnalano due dipinti: uno, raffigurante la Madonna col Bambino in trono fra Sant'Antonio abate e San Giuseppe, si qualifica come un'opera di carattere neo-cinquecentesco probabilmente riferibile ad un pittore del XIX secolo; l'altro è la copia seicentesca, con numerose varianti e di dimensioni ridotte, della celebre pala della Visitazione dipinta da Federico Barocci nel 1586 per la Chiesa Nuova a Roma.